# Northern Marianas Open
Die Northern Marianas Open sind neben den Saipan International und den Northern Marianas International eine offene internationale Meisterschaft der Nördlichen Marianen im Badminton. Das Turnier wurde erstmals im Jahr 2023 ausgetragen.

## Die Sieger
| Saison | Herreneinzel  | Dameneinzel    | Herrendoppel                   | Damendoppel                 | Mixed                          |
| ------ | ------------- | -------------- | ------------------------------ | --------------------------- | ------------------------------ |
| 2023   | Liao Jhuo-fu  | Kim Ga-ram     | Wei Chun-wei Wu Guan-xun       | Hsu Ya-ching Lin Wan-ching  | Wang Chan Shin Seung-chan      |
| 2024   | Cheng Kai     | Kaoru Sugiyama | Takumi Nomura Yuichi Shimogami | Mizuki Otake Miyu Takahashi | Yuichi Shimogami Sayaka Hobara |
| 2025   | Yudai Okimoto | Sakura Masuki  | Haruki Kawabe Kenta Matsukawa  | Hinata Suzuki Nao Yamakita  | Akira Koga Yuho Imai           |